# メアリー・ヘンリエッタ・ステュアート
メアリー・ヘンリエッタ・ステュアート（Mary Henrietta Stuart, 1631年11月4日 - 1660年12月24日）は、オラニエ公・オランダ総督ウィレム2世の妻。

## 人物・略歴
イングランド・スコットランド王チャールズ1世と王妃ヘンリエッタ・マリア・オブ・フランスの長女として、ロンドンのセント・ジェームズ宮殿で生まれた。兄にチャールズ2世、弟にジェームズ2世、グロスター公ヘンリー、妹にエリザベス、オルレアン公フィリップ1世妃ヘンリエッタ・アンがいる。フランス王ルイ14世は母方の従弟に当たる。
1641年、オラニエ公ウィレム2世と結婚した。1642年、イギリス（当時はイングランド）王室最初のプリンセス・ロイヤルの称号を父から授けられた。この称号はフランス王女だった母が、故国で王の長女に授けられる「マダム・ロワイヤル」と同じものをメアリーに授けて欲しいと願ったことから父が創設した。
1642年にはイングランドにいたが、清教徒革命（イングランド内戦・第一次イングランド内戦）勃発直前に母と共にオランダへ渡った。革命の進行につれ他の王族達も大陸へ亡命するようになり、兄チャールズや弟のヨーク公ジェームズ、ヘンリーをオランダに迎え入れた。
1647年、夫ウィレム2世がオランダ総督に就任したが、わずか3年後の1650年11月6日に天然痘を発症しアムステルダムで急死した。その8日後の14日、メアリーは長男ウィレム3世（後のイングランド・スコットランド王ウィリアム3世）を出産した。彼女は姑アマリア、ブランデンブルク選帝侯フリードリヒ・ヴィルヘルム（ウィレム2世の妹婿）と共に幼児ウィレムの後見者となった。
しかし、メアリーは清教徒革命の影響で自分を頼って亡命してきたステュアート家の王族を厚遇したため、オランダで人気がなかった。しかもウィレム2世亡き後のオランダは、政治指導者ヨハン・デ・ウィットがオラニエ家の権力を制限するようになっていった上、国民はメアリーが兄チャールズと弟ヨーク公を支援するのを許容できず、縁者を受け入れるのを禁じられた。こうした逆風から1654年から3年間、メアリーはオランダ国外で過ごさなくてはならなかった。1657年にメアリーはオランダ摂政となったが、隣国の支配を狙うフランス王ルイ14世がたびたび介入するため、困難な統治を強いられた。
イングランドで王政復古がかなうと、オランダでのメアリーとオラニエ公ウィレム3世の立場は劇的に好転した。1660年9月、メアリーは故国へ帰国したが、同年に夫と同じく天然痘に倒れ、ホワイトホール宮殿で死去し、ウェストミンスター寺院に葬られた。

## ギャラリー

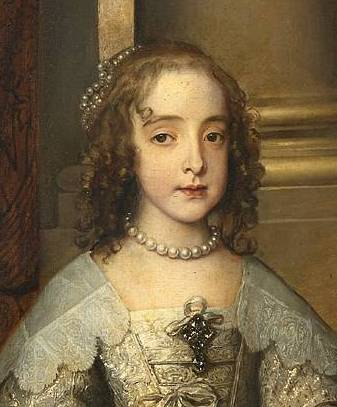
11歳のころのメアリー（アンソニー・ヴァン・ダイク画）
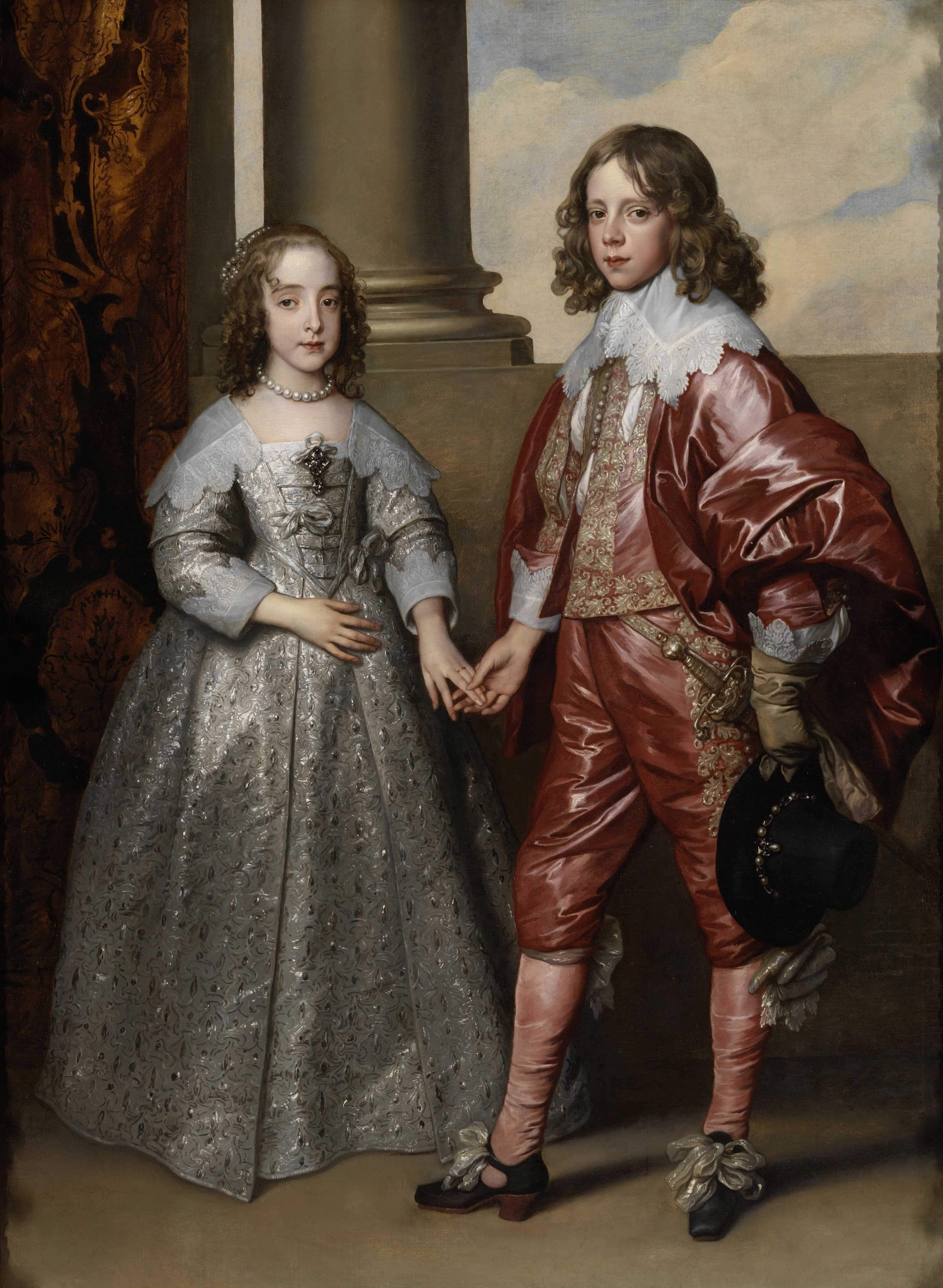
結婚当時のウィレム2世とメアリー（1641年、アンソニー・ヴァン・ダイク画）
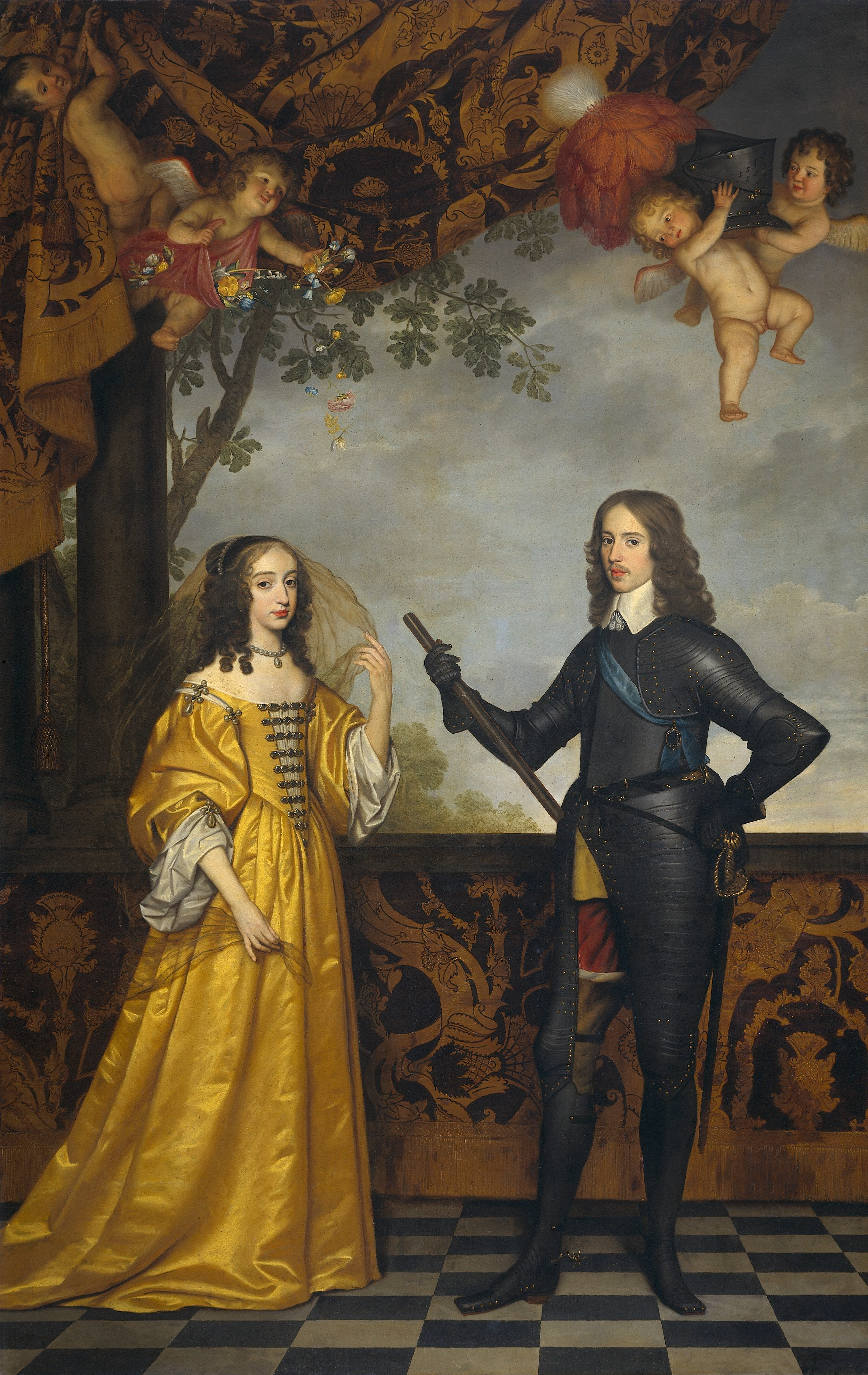
ウィレム2世とメアリー（1647年、ヘラルト・ファン・ホントホルスト画）